# Rajasthan
Rajasthan (phát âm tiếng Hindustan: [raːdʒəsˈt̪ʰaːn] ⓘ; nghĩa là, "Vùng đất của các vị vua") là tiểu bang lớn nhất Ấn Độ về diện tích (342.239 kilômét vuông (132.139 dặm vuông Anh), tức 10,4% tổng diện tích Ấn Độ). Bang tọa lạc miền tây đất nước, bao gồm một phần lớn của sa mạc Thar rộng lớn (còn gọi là "sa mạc Rajasthan" và "sa mạc Ấn Độ lớn") và tiếp giáp với các tỉnh Punjab và Sindh của Pakistan lần lượt về phía tây bắc và tây, gần với các thung lũng sông Sutlej-Ấn. Rajasthan tiếp giáp với năm  bang khác của Ấn Độ: Punjab về phía bắc; Haryana và Uttar Pradesh về phía đông bắc; Madhya Pradesh về phía đông nam; và Gujarat về phía tây nam.
Những điểm nổi bật của Rajasthan bao gồm các tàn tích của nền văn minh thung lũng sông Ấn tại Kalibanga; quần thể đền Dilwara, một điểm hành hương Jaina giáo tại trạm đồi duy nhất của Rajasthan, núi Abu thuộc dãy núi Aravalli cổ đại; và, tại đông Rajasthan, vườn quốc gia Keoladeo gần Bharatpur, một di sản thế giới được biết đến bởi hệ chim tại đây. Rajasthan cũng có ba khu bảo tồn hổ quốc gia (vườn quốc gia Ranthambore ở Sawai Madhopur, khu bảo tồn hổ Sariska ở Alwar và khu bảo tồn hổ đồi Mukundra ở Kota.
Thủ phủ và thành phố lớn nhất là Jaipur, còn có biệt danh "Thành phố Hồng", nằm ở mạn bắc của bang. Các thành phố quan trọng khác là Jodhpur, Udaipur, Bikaner, Kota và Ajmer.